# Mianowanie na pierwszy stopień oficerski (Polska)
Pierwszy stopień oficerski nadaje w Polsce Prezydent Rzeczypospolitej Polskiej na wniosek Ministra Obrony Narodowej, natomiast mianowanie na ten stopień stanowi element ceremoniału wojskowego, nawiązujący do średniowiecznej tradycji rycerskiej – pasowania na rycerza.

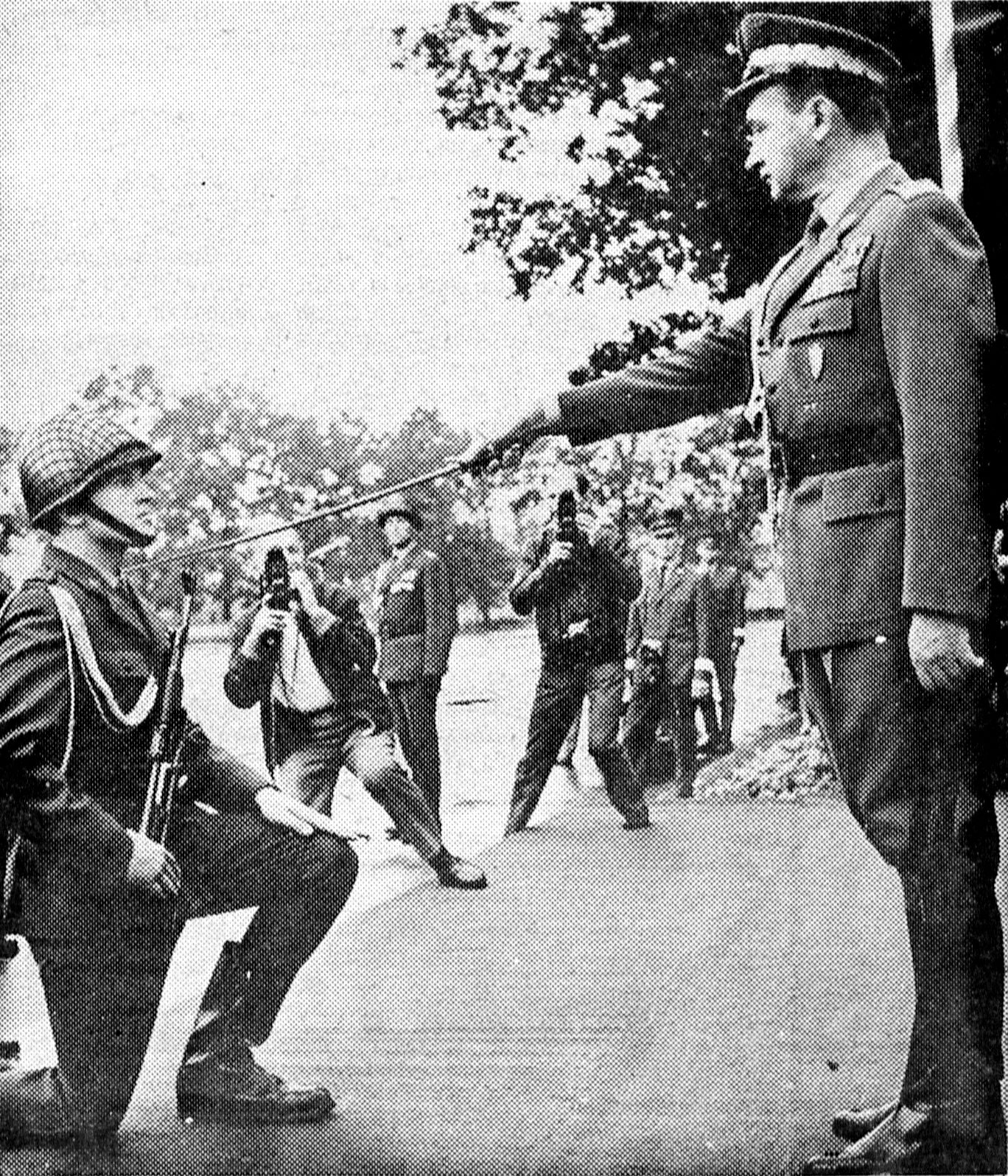
Mianowanie na pierwszy stopień oficerski przez Ministra Obrony Narodowej gen.armii Wojciecha Jaruzelskiego, lata 70 XX w.

|  |
|  |

## Historia

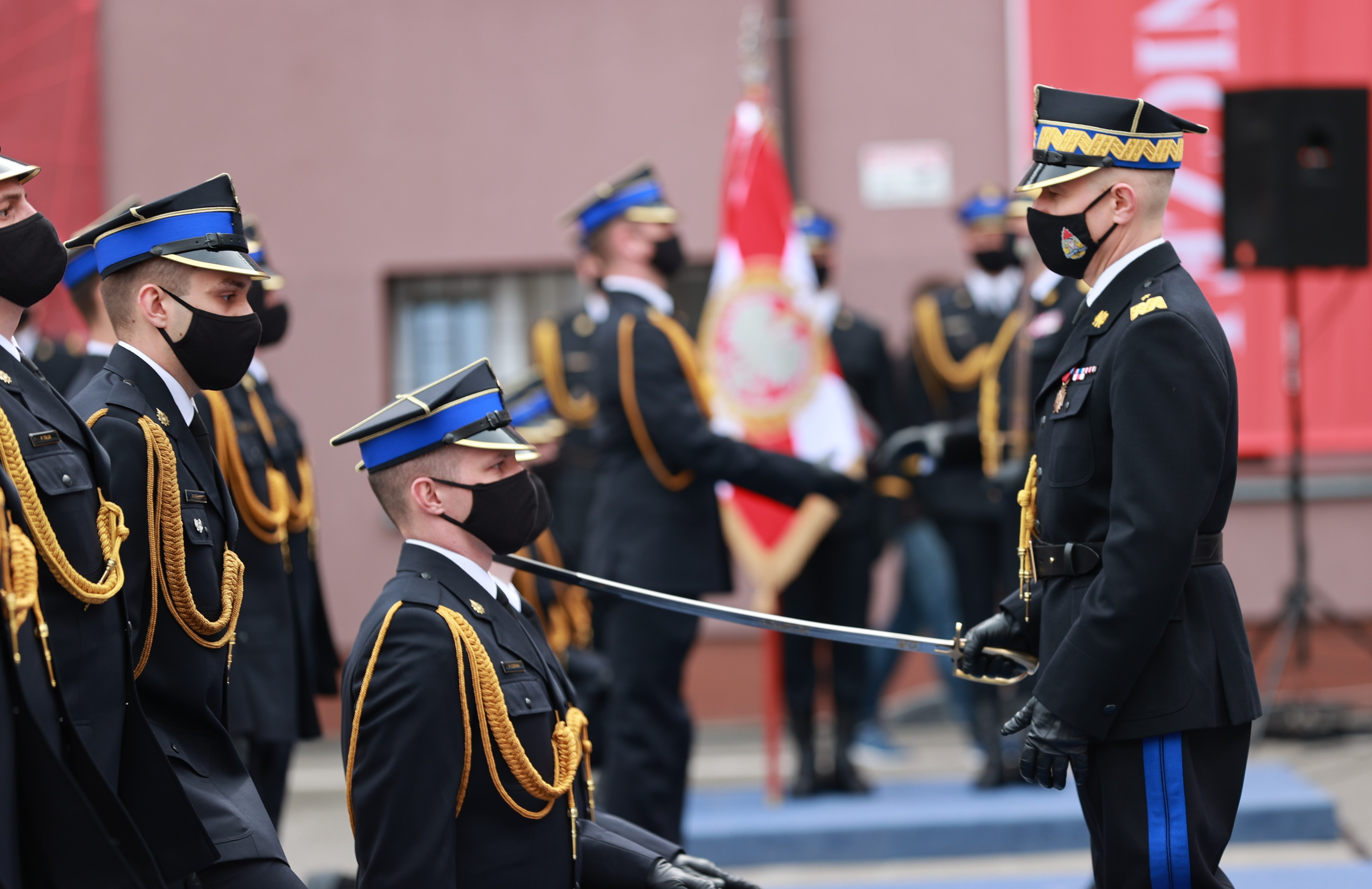
Promocja oficerska w Szkole Głównej Służby Pożarniczej, 2021 r.maski

Pierwszym stopniem oficerskim jest w polskich Siłach Zbrojnych stopień podporucznika; przyznawany jest on – w warunkach pokoju – po ukończeniu uczelni wojskowej, uczelni cywilnej  wraz ze studium wojskowym lub przeszkoleniem wojskowym oraz ukończeniu kursu oficerskiego (obecnie absolwent uczelni musi ukończyć jedynie kurs, uczelniane studium wojskowe i przeszkolenie wojskowe zlikwidowano), absolwentom uczelni instytucji podległych Ministerstwu Spraw Wewnętrznych i Administracji np. Akademia Pożarnicza (do 2023 Szkoła Główna Służby Pożarniczej). Na stopień podporucznika mogą być także mianowani podoficerowie zawodowi, którzy w wyniku ukończenia studiów nabyli odpowiednie kwalifikacje i złożyli stosowne egzaminy. Może być mianowany również żołnierz, który dokonał czynu świadczącego o szczególnym męstwie lub za wyjątkowe zasługi oraz żołnierz, który zmarł lub utracił zdolność do służby wojskowej na skutek wykazanego bohaterstwa.
Wyjątkowo prymusi promowani byli na stopień porucznika, a w jednym przypadku kapitana.
Współcześnie uroczystość wręczenia pierwszego stopnia oficerskiego odbywa się publicznie, na placu apelowym np. jednostki wojskowej, Komendy Wojewódzkiej lub na centralnym placu miasta, z udziałem rodzin mianowanych podchorążych. Wręczenia dokonuje zazwyczaj generał (admirał) służby czynnej. Ceremonia odbywa się przez dotknięcie przez generała szablą lewego ramienia przyklękającego przed nim na jednym kolanie podchorążego. Po tej czynności świeżo mianowany oficer wstaje i przyjmuje od generała gratulacje.
Jeśli promocja absolwenta Akademii Marynarki Wojennej odbywa się na okręcie, przy schodzeniu nowo mianowanego oficera z jego pokładu, towarzyszy mu świst trapowy (należny oficerom) wykonywany przez 8 marynarzy, która to liczba jest zarezerwowana dla admirała. Ma to symbolizować życzenia awansu właśnie do tego stopnia.
Analogiczny ceremoniał stosowany jest przy promocjach funkcjonariuszy na pierwszy stopień oficerski Straży Granicznej, Policji (na stopień podkomisarza), PSP (na stopień młodszego kapitana), Służby Więziennej itd.

## Bubliografia
- Aleksander Mazur: Ceremoniał promocyjny w Wojsku Polskim 966–1996. Warszawa: Dom Wydawniczy Bellona, 1997. ISBN 83-11-08696-6.